# Budōkan

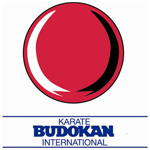
Logotip de l'escola budōkan.

El budōkan (武道館) és un estil de karate reconegut per la federació mundial de karate. Aquesta escola va ser fundada el 17 de juny del 1966 per Chew Choo a Malàisia.

## Expansió mundial
El Karate Budokan Internacional és ara una associació global amb sucursals a tot el món, incloent: Austràlia, Índia, Israel, Alemanya, Malàisia, Pakistan, Noruega, Sri Lanka, Emirats Àrabs Units, Estats Units d'Amèrica, Camerun, País de Gal·les i Anglaterra. La seu mundial de la KBI es troba a Noosa, Queensland, Austràlia.